# Rhacochelifer corcyrensis corcyrensis
Rhacochelifer corcyrensis corcyrensis es una subespecie de arácnido del orden Pseudoscorpionida de la familia Cheliferidae.

## Distribución geográfica
Se encuentra en Grecia, Israel y en Italia.